# XJP
xJP (skrót od ks. Jan Pikul) – system kodowania polskich znaków diakrytycznych stworzony przez księdza Jana Pikula dla komputerów Amiga i systemu AmigaOS. Zastąpiony przez standard AmigaPL.
| Standard                      | Ą       | Ć       | Ę       | Ł       | Ń       | Ó       | Ś       | Ź       | Ż       | ą       | ć       | ę       | ł       | ń       | ó       | ś       | ź       | ż       |
| ----------------------------- | ------- | ------- | ------- | ------- | ------- | ------- | ------- | ------- | ------- | ------- | ------- | ------- | ------- | ------- | ------- | ------- | ------- | ------- |
| xJP                           | 198     | 199     | 202     | 206     | 209     | 211     | 213     | 219     | 222     | 230     | 231     | 234     | 238     | 241     | 243     | 245     | 251     | 254     |
| AmigaPL                       | 194     | 202     | 203     | 206     | 207     | 211     | 212     | 218     | 219     | 226     | 234     | 235     | 238     | 239     | 243     | 244     | 250     | 251     |
| Unicode w transformacji UTF-8 | #C4 #84 | #C4 #86 | #C4 #98 | #C5 #81 | #C5 #83 | #C3 #93 | #C5 #9A | #C5 #B9 | #C5 #BB | #C4 #85 | #C4 #87 | #C4 #99 | #C5 #82 | #C5 #84 | #C3 #B3 | #C5 #9B | #C5 #BA | #C5 #BC |